# Mim fosc
El mim fosc (Allenia fusca) és una espècie d'ocell de la família dels mímids (Mimidae) i única espècie del gènere Allenia Cory, 1891.

## Hàbitat i distribució
Habita boscos i zones humanitzades de les Antilles Menors.